# Jason Manuel Olazabal
Jason Manuel Olazabal (14 de Outubro de 1973), também conhecido como Jason Olazabal, é um ator estadunidense conhecido por interpretar Ramon Prado na série de TV Dexter.

## Vida e carreira
Olazabal nasceu em Santa Maria, Califórnia. Sua carreira de ator começou em 2001 em Law & Order. Ele, então, apareceu em The Education of Max Bickford em 2002 e no filme Bad Boys II em 2003, como o detetive Marco Vargas. Concomitantemente à atuação em Law & Order, atuou em Law & Order: Special Victims Unit e Law & Order: Criminal Intent.
Em 2006, ele estrelou em Charmed e Inside Man. Ele apareceu em House MD E Numb3rs. Na 3 ª temporada de Dexter, ele estrelou como Ramon Prado em 9 episódios como um tenente em luto pela perda de seu irmão e mais tarde na mesma temporada, seu outro irmão. Ele recebeu um conjunto de premiações Screen Actors Guild Award para "Melhor Performance de Elenco em Série Drama", juntamente com outras co-estrelas da série Dexter. Ele apareceu em The Unit em 2009 e tornou-se um personagem recorrente na Make It or Break It como Alex Cruz.

## Vida Pessoal
Ele se casou com a atriz Sunita Param em 6 de fevereiro de 2004. Jason Manuel Olazabal é membro da fraternidade Iota Phi Theta.

## Filmografia
| Ano  | Filmes e Séries                            | Personagens              | Notas                                                                                             |  |
| ---- | ------------------------------------------ | ------------------------ | ------------------------------------------------------------------------------------------------- |  |
| 2001 | Law & Order                                | Jeffrey Sayles           |                                                                                                   |  |
| 2002 | The Education of Max Bickford              | Eduardo                  |                                                                                                   |  |
| 2003 | Law & Order                                | Jeffrey Sayles           |                                                                                                   |  |
| 2003 | Bad Boys II                                | Dt. Marco Vargas         |                                                                                                   |  |
| 2003 | Law & Order: Criminal Intent               | Detective Upmann         |                                                                                                   |  |
| 2005 | Law & Order: Special Victims Unit          | Sascha Hart              |                                                                                                   |  |
| 2006 | Charmed                                    | Java                     |                                                                                                   |  |
| 2006 | Inside Man                                 | ESU Officer Hernandez    |                                                                                                   |  |
| 2007 | Numb3rs                                    | Jimmy Lopez              |                                                                                                   |  |
| 2007 | House MD                                   | Dr. O'Reilly, a.k.a. #11 |                                                                                                   |  |
| 2008 | This Is Not a Test                         | Johnny Dorey             |                                                                                                   |  |
| 2008 | Dexter                                     | Ramon Prado              | Indicado - Screen Actors Guild Award for Outstanding Performance by an Ensemble in a Drama Series |  |
| 2009 | The Unit                                   | Mateo                    |                                                                                                   |  |
| 2009 | Make It or Break It                        | Alex Cruz                |                                                                                                   |  |
| 2011 | Person of Interest                         | Hector Alvarez           | 1ª temporada, episódio 9 - "Get Carter"                                                           |  |
| 2015 | Scorpion                                   | Hector Menjivar          | 1ª temporada, episódio 20 - "Crossroads"                                                          |  |
| 2017 | Fear the Walking Dead                      | Dante Esquivel           | 3ª temporada                                                                                      |  |
| 2017 | I Don't Feel at Home in This World Anymore | Cesar                    |                                                                                                   |  |